# 九嶷山
九嶷山，又名九疑山、苍梧山，是位于中国湖南省永州市宁远县與藍山縣一帶，属于南岭之萌渚岭，纵横2000余里，南接罗浮山，北连衡岳。这里峰峦叠峙，深邃幽奇，千米以上高峰有90多处，多为砂页岩、花岗岩、变质岩组成。九嶷山主峰为畚箕窝，其海拔1959米。九嶷山相传为舜帝安葬之地（详见：舜陵、舜帝庙遗址）。

## 古籍记载
《史记·五帝本纪》第52页：践帝位三十九年，南巡狩，崩於苍梧之野。葬於江南九疑，是为零陵。
《史记·秦始皇本纪》，第332页：丞相斯从，右丞相去疾守。少子胡亥爱慕请从，上许之。十一月，行至云梦，望祀虞舜於九疑山。□正义括地志云:“九疑山在永州唐兴县东南一百里。皇览冢墓记云舜冢在零陵郡营浦县九疑山。”言始皇至云梦，望祭虞舜於九疑山也。
《读史方舆纪要》：九疑山，在永州府道州宁远县南六十里。《衡郡志》山在衡州府桂阳州蓝山县西南五十里。盖山接衡、永之界也。
《水经·湘水注》：营水“西流径九疑山下，蟠基苍梧之野，峰秀数郡之间。罗岩九举，各导一溪，岫壑负阻，异岭同势，游者疑焉，故曰九疑山。”山南有舜庙。

## 辭源
“嶷”和“觺”，皆有語其切和魚力切二音，皆形容高峻貌、矗立貌。嶷形容山；觺形容角。
《大戴禮記》有“其德嶷嶷”，意思是他的品德很崇高。九嶷意思就是九峯高峻。
但唐朝元結在《九嶷山記》中牽強附會道“九峰相似，望而疑之，謂之九嶷，通作‘疑’。”

## 延伸阅读
[在维基数据编辑]
 《欽定古今圖書集成·方輿彙編·山川典·九疑山部》，出自陈梦雷《古今圖書集成》